# 9. Revisionssenat des Bundesverwaltungsgerichts
Der 9. Revisionssenat ist ein Spruchkörper des Bundesverwaltungsgerichts. Er ist einer von elf Revisionssenaten, die beim Bundesverwaltungsgericht gebildet wurden.

## Zuständigkeit
Der Senat ist im Geschäftsjahr 2024 zuständig für Sachen aus den Gebieten
1. des Straßen- und Wegerechts,
2. des Erschließungs-, des Erschließungsbeitrags- und des Straßenbaubeitragsrechts,
3. des sonstigen Abgabenrechts, soweit nicht der Schwerpunkt auf einem Rechtsgebiet liegt, das einem anderen Senat zugewiesen ist,
4. Streitigkeiten, welche die Fehmarnbelt-Querung zwischen Puttgarden und der deutsch-dänischen Grenze betreffen.

## Geschichte
Zum Jahresende 2001 wurde der ursprüngliche 9. Revisionssenat aufgelöst. Zu diesem Zeitpunkt besaß er die Zuständigkeit für die Sachen aus den Gebieten des Asyl- und des Asylverfahrensrechts einschließlich der abschiebungsrechtlichen Entscheidungen und der Entscheidungen nach dem sogenannten Kontingentflüchtlingsgesetz durch das Bundesamt für die Anerkennung ausländischer Flüchtlinge. Seine Ordnungsnummer wurde vom 11. Revisionssenat übernommen, der seitdem als 9. Revisionssenat firmiert.

## Besetzung
Der Senat ist mit folgenden fünf Berufsrichtern besetzt:
- Vorsitzende: Ulrike Bick
- Stellvertretender Vorsitzender: Martin Steinkühler
- Beisitzer: Peter Martini, Rosanna Sieveking, Isabel Schübel-Pfister

## Vorsitzende

### 9. Revisionssenat (umbenannter 11. Revisionssenat)
| Nr. | Name (Lebensdaten)          | Beginn der Amtszeit | Ende der Amtszeit  |
| --- | --------------------------- | ------------------- | ------------------ |
| 1   | Wilhelm Diefenbach (* 1933) | 28. Juli 1992       | 31. Dezember 1998  |
| 2   | Eckart Hien (* 1942)        | 23. Februar 1999    | 2004               |
| 3   | Ulrich Storost (* 1946)     | 4. Oktober 2004     | 30. September 2011 |
| 4   | Wolfgang Bier (* 1955)      | 11. November 2011   | 2020               |
| 5   | Ulrike Bick (* 1959)        | 17. Dezember 2020   |                    |

### Früherer 9. Revisionssenat bis zur Auflösung
| Nr. | Name (Lebensdaten)            | Beginn der Amtszeit | Ende der Amtszeit |
| --- | ----------------------------- | ------------------- | ----------------- |
| 1   | Herbert Heinrich (* 1922)     | 1980                | 31. August 1981   |
| 2   | Werner Türke (1923–1982)      | 1. September 1981   | 3. August 1982    |
| 3   | Günter Korbmacher (1926–2015) | 24. September 1982  | 31. Juli 1991     |
| 4   | Friedrich Seebass (* 1934)    | 6. September 1991   | 31. Dezember 1999 |
| 5   | Stefan Paetow (* 1943)        | 24. Januar 2000     | 31. Dezember 2001 |